# Elaeocarpus polyanthus
Elaeocarpus polyanthus är en tvåhjärtbladig växtart som beskrevs av Henry Nicholas Ridley. Elaeocarpus polyanthus ingår i släktet Elaeocarpus och familjen Elaeocarpaceae. Inga underarter finns listade i Catalogue of Life.